# Mikołaj Walerian Ciechanowiecki
Mikołaj Walerian Ciechanowiecki herbu Dąbrowa (zm. w 1672 roku) – wojewoda mścisławski w latach 1659-1672, starosta mścisławski w latach 1653-1656 i 1658-1672, miecznik mścisławski w latach 1644-1652, wójt mścisławski w latach 1663-1672.

## Życiorys
Pochodził z jednej z bardziej znaczących w województwie mścisławskim, a później na całych wschodnich kresach Wielkiego Księstwa rodzin, skoligaconej z potomkami kniaziów litewsko-ruskich, dążącej w XVII wieku do wejścia w szeregi, w ostatecznym rezultacie nieudanie, magnaterii.
Był synem wojewody mińskiego Krzysztofa i Antonelli z książąt Druckich-Horskich.
Pierwszy urząd, miecznikostwo mścisławskie, objął pod koniec panowania Władysława IV. Wraz z ojcem i bratem Albrychtem Konstantym brał udział w elekcji Jana Kazimierza (1648). W 1653 roku uzyskał ważne w regionie, łączące się z realną władzą i dochodowe starostwo grodowe mścisławskie. Poseł na sejm 1649/1650 roku, sejm 1653 roku. Na sejmie 1653 roku wyznaczony z Koła Poselskiego komisarzem do zapłaty wojsku Wielkiego Księstwa Litewskiego. 
W 1654 roku Rosja zaatakowała Rzeczpospolitą. Zajęła tereny wschodnich województw litewskich. Część szlachty, m.in. Mikołaj Ciechanowiecki, niepewna przynależności tych terenów w przyszłości, nawiązała współpracę z Rosjanami. Starosta mścisławski próbował przy okazji załatwić swój spór z Janem Antonim Chrapowickim, późniejszym pamiętnikarzem. Sprawę znamy z relacji Chrapowickiego, według której postawa Ciechanowickiego nie wygląda najlepiej. Próbował on parokrotnie w 1657 roku przy pomocy wojsk rosyjskich odebrać pamiętnikarzowi dobra Sokółka. Jak było w rzeczywistości, trudno dociec. Chrapowicki był zasłużonym i poważanym działaczem politycznym, ale w każdym razie incydent rosyjski w biografii Ciechanowieckiego nie wpłynął negatywnie na zaufanie do niego ziomków.
W 1659 roku został wybrany posłem na sejm, gdzie wszedł do komisji do spraw uporządkowania rozchwianego wojnami systemu monetarnego państwa. Ta właśnie komisja zgodziła się na wielce dwuznaczną reformę w postaci emitowania słynnej boratynki. W tym czasie Ciechanowiecki był szczególnie aktywny. Brał również udział w komisjach traktatowych ze Szwecją i Rosją. Wszedł w skład powołanego dla jak najszybszego ściągnięcia zaległości wobec skarbu, Trybunału Skarbowego Wielkiego Księstwa Litewskiego. Dodatkowo jako komisarz królewski został wysłany do wojska w celu stłumienia niepokojów wywołanych zaległościami w żołdzie (otrzymał zwrot kosztów tej misji w wys. 800 zł). Zasługi spotkały się z natychmiastową nagrodą w postaci awansu do stanu senatorskiego. W tymże 1659 roku Mikołaj Ciechanowiecki został wojewodą mścisławskim.
Na sejmie w 1662 roku po raz kolejny został wybrany do komisji prowadzącej rozmowy pokojowe z Moskwą, niestety nieudane. Na sejmie 1662 roku wyznaczony z Senatu komisarzem do zapłaty wojsku Wielkiego Księstwa Litewskiego. Był wtedy również jednym z komisarzy starających się w imieniu króla uspokoić skonfederowane wojsko, niezadowolone z opóźnień w wypłacie żołdu i wypłacania go niepełnowartościowymi miedzianymi szelągami.
W 1665 roku (ponownie w 1670) Mikołaj Ciechanowiecki był marszałkiem  Trybunału Głównego Wielkiego Księstwa Litewskiego. Był członkiem konfederacji generalnej zawiązanej 5 listopada 1668 roku na sejmie konwokacyjnym. Podczas konwokacji po abdykacji Jana Kazimierza (1668) był jednym z senatorów rezydentów przy prymasie Mikołaju Prażmowskim. Był elektorem Michała Korybuta Wiśniowieckiego z województwa mścisławskiego w 1669 roku. Jego podpis widnieje pod pactami conventami króla, którego przysięgi słuchał w warszawskiej kolegiacie Św. Jana Chrzciciela. W 1670 roku był został senatorem rezydentem przy królu.
Oprócz starostwa mścisławskiego miał jeszcze niegrodowe starostwa radomelskie i poradnińskie. Ani z pierwszą żoną, Dorotą Pakoszówną, ani z drugą, Eufemią Mleczkówną, nie doczekał się dzieci. Zmarł w 1672 roku.